# 国民保導連盟

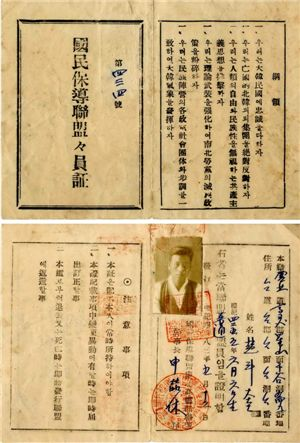
国民保導連盟盟員証

国民保導連盟（こくみんほどうれんめい）は1949年6月、韓国において左翼系人物を転向させ別途管理しようとする目的で組織された反共主義組織。単に保導連盟とも呼ばれる。
1950年の朝鮮戦争勃発後、左翼勢力による反政府運動に利用されることを恐れた韓国政府によって、軍や警察などにより所属員の組織的な大量虐殺（保導連盟事件）が行われて消滅した。

## 成立の背景
国民保導連盟の成立は1948年12月から施行された国家保安法と関連があり、大韓民国政府が済州島四・三事件、麗水・順天事件などの事件の収拾過程で転向者達を体系的に保護・管理・監視する機関が必要であったことと分析される。思想検事として有名であった鮮于綜源、呉制道が結成過程を主導した。
初代幹事長は民族主義民族前線の組織部長出身であるパク・ウチョン、初代会長は日本統治時代の有名な共産主義運動家であり北朝鮮から越南する際に転向した鄭栢が引き受けた。1950年初めに集計された会員数は30万人を超える。
国民保導連盟は転向者が義務的に加入することになっており、活動目標は大韓民国政府を絶対支持し北朝鮮政権を絶対反対し、共産主義思想を排撃することであった。連盟員は地下の左翼分子の捜索や自首の勧誘、反共大会と文化芸術行事の開催を通した思想運動など実践的な活動を展開した。これにより多様な反政府勢力を簡単に撲滅対象である左翼とすることができるようになり、李承晩政権の権力強化に寄与したところが大きかった。
一方で保導連盟に登録すると食料配給がスムーズに行われたため、食料目当てに登録した人々も多かったといわれており、他にも警察や体制に協力する民間団体が左翼取り締まりの成績を上げるために無関係な人物を登録することもあったともいう。

## 保導連盟事件による消滅とその背景
1950年6月25日、朝鮮戦争が勃発すると、保導連盟員は全国で組織的に大量虐殺され、保導連盟事件として拡大していった。朝鮮戦争時、虐殺された保導連盟員の数は正確にどれほどであるのか不明であるが、公式に確認されているもので4934人が虐殺されており、他にも少なくとも20万人から120万人が虐殺されたであろうという推定もある。こうして保導連盟は事実上消滅した。
一部の右翼団体が最も憂慮したのは、偽装的に転向した左翼勢力が有事に保導連盟の組織を利用して反政府的な活動を起こすのではということであった。朝鮮戦争勃発以後、保導連盟員の大量虐殺にはこのような憂慮が大きく作用した。当時、国民保導連盟に加入した人物のうち、一部は実際の共産主義者ではなく官吏の実績のために文書に記録されただけの人もいた。現在、保導連盟員処刑者に関して発掘調査が進行中である。